# Hospital de San Rafael (Santander)
El antiguo Hospital de San Rafael fue originariamente asilo, hospicio y casa de maternidad o de pobres, para finalmente convertirse en un centro asistencial clínico de importancia para la ciudad de Santander (Cantabria, España) durante el siglo XIX y principios del siglo XX. Su fundación en 1791 está vinculada a la acción del obispo Menéndez de Luarca. Con el comienzo de la actividad de la Casa de Salud Valdecilla, el hospital de San Rafael cerraría sus puertas definitivamente. En la actualidad en el edificio ubica el Parlamento de Cantabria, en la calle Alta (barrio Cabildo de Arriba) de la ciudad de Santander.
Hubo dos momentos históricos en los que el hospital de San Rafael fue especialmente importante para Santander. El primero con motivo de la Guerra de la Independencia a comienzos del siglo XIX, y el segundo por la explosión del barco de vapor Cabo Machichaco en 1893, que provocó 590 muertos y 525 heridos.

## Historia

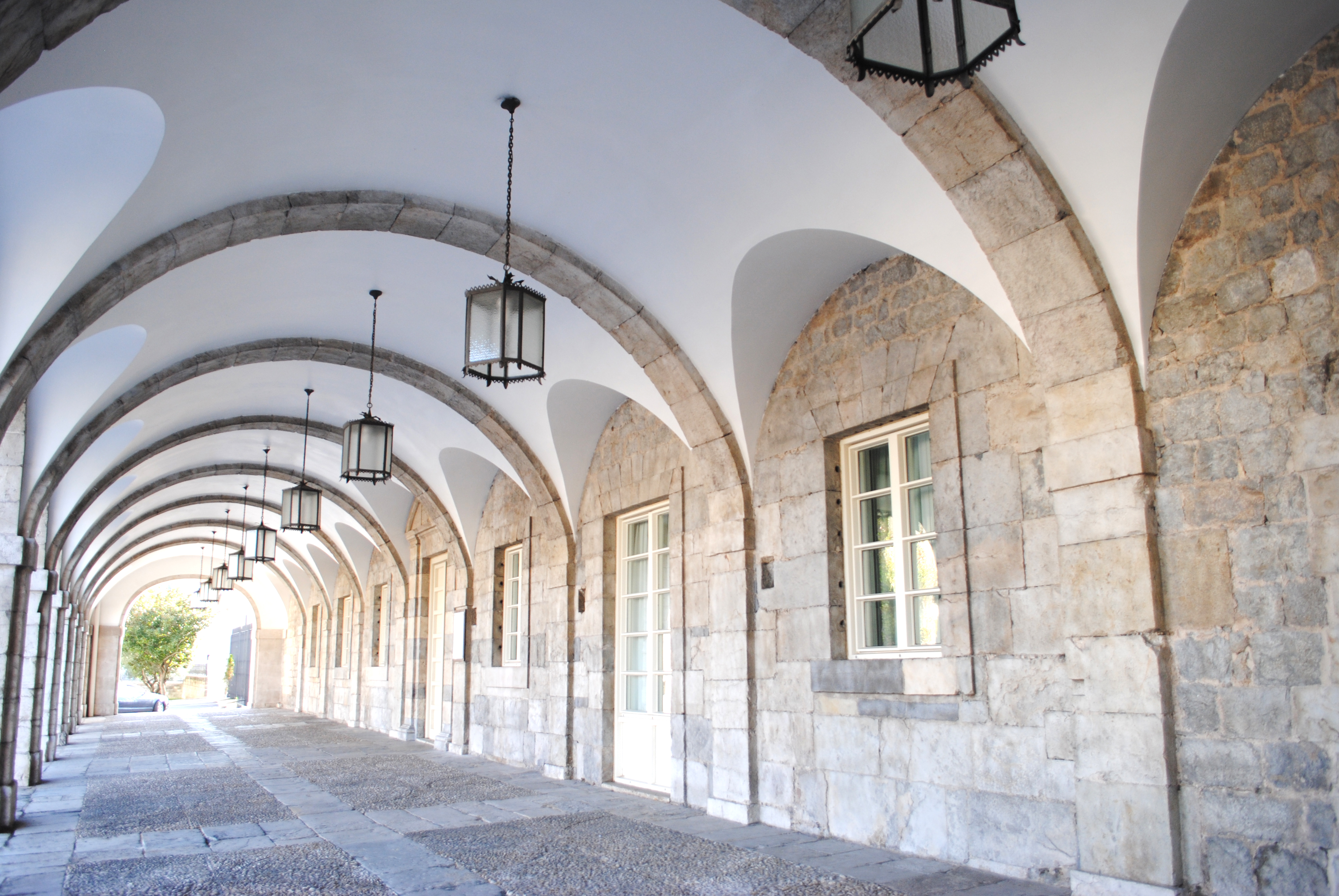
El Palacio de San Rafael, soportales.

### Anteproyecto
El año 1791 marca el fin del hospital de la Misericordia y el inicio del anteproyecto del hospital de San Rafael. En este año de 1791, favorecida por Menéndez de Luarca, comienza a funcionar la imprenta en Santander. Uno de los primeros ejemplares impresos es la Circular con que el obispo pide ayuda económica para poder llevar a cabo la fábrica del hospital.
El documento da a conocer detalles sobre la existencia del viejo hospital de la Misericordia, que después de más de 100 años de recibir enfermos santanderinos, cerrará definitivamente sus puertas, superado por el progreso. El de la Misericordia tiene cabida, según dice el Obispo en el documento, para 15 camas, y el estado del caserón, después de haber sido asilo, hospital y cuartel, debía estar muy precario.
Menéndez de Luarca indica en el documento las gestiones legales llevadas a cabo para poder edificar el nuevo hospital de San Rafael, como son los fines del mismo, así como el precio en que se fija su construcción, que asciende a un millón de reales, aparte la posterior asistencia, al mismo tiempo que hace saber en la circular que el Real Consejo le encarga a él, como obispo, de llevar a feliz término el hospital. A partir de entonces, Menéndez de Luarca pasará a ser, en palabras suyas, "protector, tutor, curador y padre de sus amados diocesanos".
La reglamentación del hospital de San Rafael cuenta desde el principio con una serie de normas de tipo religioso, ya que el fin primordial del mismo es "preparar a buen morir a los moribundos". Las prácticas religiosas de misa y Rosario (cristianismo) quedan establecidas de forma diaria.
El hospital está bajo la advocación de San Rafael Arcángel y fue construido por el arquitecto municipal José Alday Fernández, a instancias del obispo, el cual contando solamente con tres onzas de oro, mandó al arquitecto ampliar los planos. Tanta era la confianza que tenía en llevar a feliz término la obra con la colaboración del pueblo.

### Inauguración
Abre sus puertas el hospital de San Rafael en el mes de junio de 1791, después de las laboriosas gestiones para el proyecto, Real Orden de edificación y recleta del importe del mismo. El acto inaugural consistió en la bendición y una misa celebrada por el obispo Rafael Menéndez de Luarca, el primer domingo de junio. A la inauguración acuden las autoridades municipales, estando sin acabar el edificio y rodeado de pequeñas casas viejas que más tarde desaparecerían.
El hospital fue de una construcción espléndida, funcional para su época, situado en la parte alta de la ciudad. La fachada es de piedra de sillería, con nueve arcos que forman un soportal; tiene una planta con ocho ventanas y en el lugar central, sobre la entrada, un hueco vacío para la colocación de alguna imagen.
Su entrada da directamente a un patio, formado por cuatro paredes de cinco arcos cada una, también de sillería, que forman un corredor cuadrado. En cada pared y sobre los arcos, en el primer piso se abren cinco ventanas.
En el primer tercio del siglo XIX la actividad del hospital se hace más intensa. Paulatinamente este se va transformando, y de asilo, hospicio, casa de maternidad o de pobres va a convertirse en centro asistencial clínico solamente. Y así, en 1820, es fundado, ocupando un edificio anejo a la Casa de la Caridad, a cargo de la Junta Municipal de Beneficencia, en la que figura el cirujano doctor Juan Mons.
La casa estaba dividida en tres sectores: para mujeres, hombres y niños. A ella acudían pobres de la ciudad y de los lugares, Cueto, Peñacastillo, Monte y San Román de la Llanilla. Al parecer no funcionó durante tres años, restableciéndose en 1833. Su régimen interior corrió a cargo de las Hermanas de la Caridad.
Las crecientes necesidades económicas y la desaparición de su realizador, el obispo Menéndez de Luarca, obligan a que, en virtud de Real Orden de 6 de agosto de 1834, se establezca que la dirección y administración corra a cargo de la Junta Municipal de Beneficencia y esté acogido a la protección del Ayuntamiento de Santander.
El hospital tiene una capacidad máxima de 200 camas. Además cuenta con una capilla, tiene huerta y jardín, así como un aljibe con pozo, bajo el patio, de unos 300 metros cúbicos, de tal forma que había agua abundante para los servicios higiénicos y quirúrgicos.
Las Hermanas de la Caridad, llegadas a Santander en 1844 se hacen cargo del régimen interior desde 1847, siendo superiora en esa época Sor Dolores Larrainzar, y a partir de entonces han estado presentes a lo largo de la historia del hospital. En la Memoria de la reforma de 1894 (del arquitecto Joaquín Ruiz Sierra) se hace hincapié en cómo el ambiente hospitalario, las salas de enfermos y los quirófanos, debía ser lugares asépticos. Este concepto de prevención hospitalaria a las infecciones dentro de la práctica diaria, supone un gran paso para las posibilidades de éxito en las intervenciones, por lo que podemos considerar esta época como el inicio de la cirugía moderna en el lugar.

### Cierre

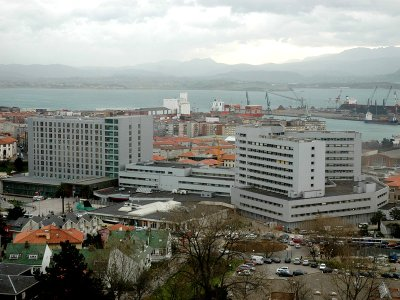
Hospital Marqués de Valdecilla, antiguamente Casa de Salud Valdecilla, la cual dejó sin uso al anterior hospital de San Rafael.

En 1928 el Hospital de San Rafael fue cerrado, quedando el edificio sin uso tras el comienzo de la actividad en la Casa de Salud Valdecilla, instalación que en la actualidad recibe el nombre de Hospital Universitario Marqués de Valdecilla.

### Universidad Internacional Menéndez Pelayo
En septiembre de 1944 se inauguró la rehabilitación del hospital como sede de la Universidad Internacional Menéndez Pelayo. Dicha rehabilitación corrió a cargo de los arquitectos Gonzalo Bringas y Joaquín Vaquero.
Las remodeladas instalaciones disponían de secretaría, conserjería, biblioteca, paraninfo, seis aulas, dos seminarios para investigaciones, sala de profesores o consejos, despachos del director y del delegado del Consejo Superior de Investigaciones Científicas, sala de estudios y otras dependencias.
En 1949 la universidad volvió a ocupar como sede principal el Palacio de la Magdalena.

### Rehabilitación y uso como Parlamento de Cantabria
En 1982, la por entonces denominada Asamblea Regional de Cantabria organizó un concurso de anteproyectos para rehabilitar el edificio y convertirlo en su sede permanente. Entre 112 trabajos es elegido el de los arquitectos José Manuel Sanz y Juan López-Riobóo, quienes acometen una restauración (1984) que ha sido reconocida y galardonada con varios premios, entre los que destaca el Diploma de Mérito del Premio Europa Nostra 1987 para la protección del patrimonio arquitectónico y natural europeo.
A pesar de la ruina del edificio, la restauración, basada en un respeto a las estructuras y características de la construcción, adaptó con éxito los espacios a los nuevos usos. Así, cabe destacar la cubierta acristalada del patio, la solución dada al antiguo aljibe que suministraba agua al hospital (hoy, una sala de estar) y el espacio reconvertido en hemiciclo.